# Гілка (геральдика)
Гілка — негеральдична фігура у геральдиці, а іноді і геральдична фігура.
Фігура гілка злегка стилізована. На гербі це представлено дуже відомою породою дерев, як-от дуб, липа, береза чи хвойне дерево. Більш міцна гілка з або без сильно збільшених листків геральдичних кольорів утворює геральдичну фігуру. Для геральдичних тварин, таких як птахи, це сідало в гербі, а тварина описується як гілляста.
Гілка як геальдична фінуа дуже стилізована і зустрічається в різних комбінаціях у гербі. Добре відомі гілкова балка, гілкова стійка, гілковий хрест та гілковий комір. Гілчатий андріївський хрест також відомий як бургундський хрест. ООсобливістю геральдичних зображень є дуже строго стилізована гілка з короткими початками гілок. Бічні лінії стовпа та балки, а також хрестів обрізані з обох боків немовби сильно стилізованими обрубками гілок. З боків гілки можуть стикатися одна з одною на однаковій висоті або бути зміщеними.

## Приклади

Стилізована гілка - Фройденштадт (Німеччина)
Стилізована гілка - Зеевальд (Німеччина)
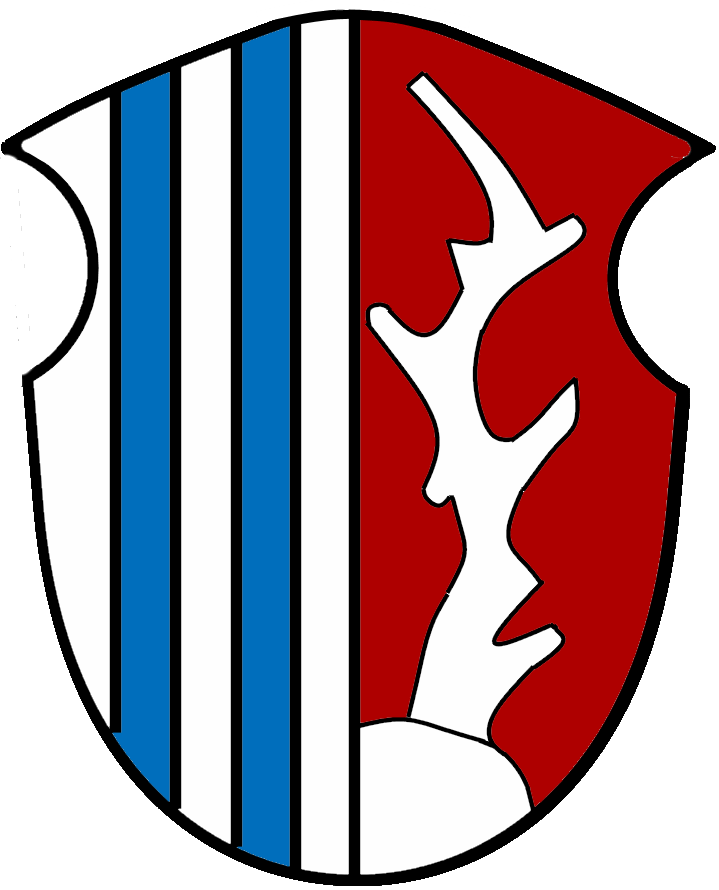
Срібна гілка - Астхайм (Німеччина)
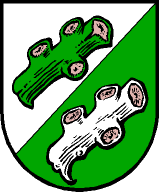
Обернені кольори - Галльванг (Німеччина)
Гілковий хрест
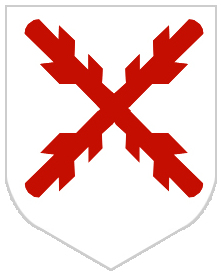
Бургундський хрест
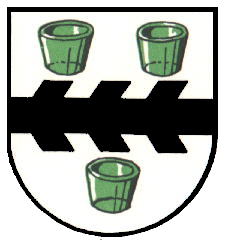
Гілковий пояс - Нассахталь (Німеччина)
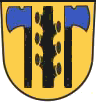
Гілковий стовп - Гайнроде (Німеччина)
Гілка в перев'яз - Штокках (Німеччина)

## Веб-посилання
- Ast (Heraldik) в Heraldik-Wiki